# Vălișoara (okręg Marusza)
Vălișoara – wieś w Rumunii, w okręgu Marusza, w gminie Sânger. W 2011 roku liczyła 3 mieszkańców.